# 테리툰스

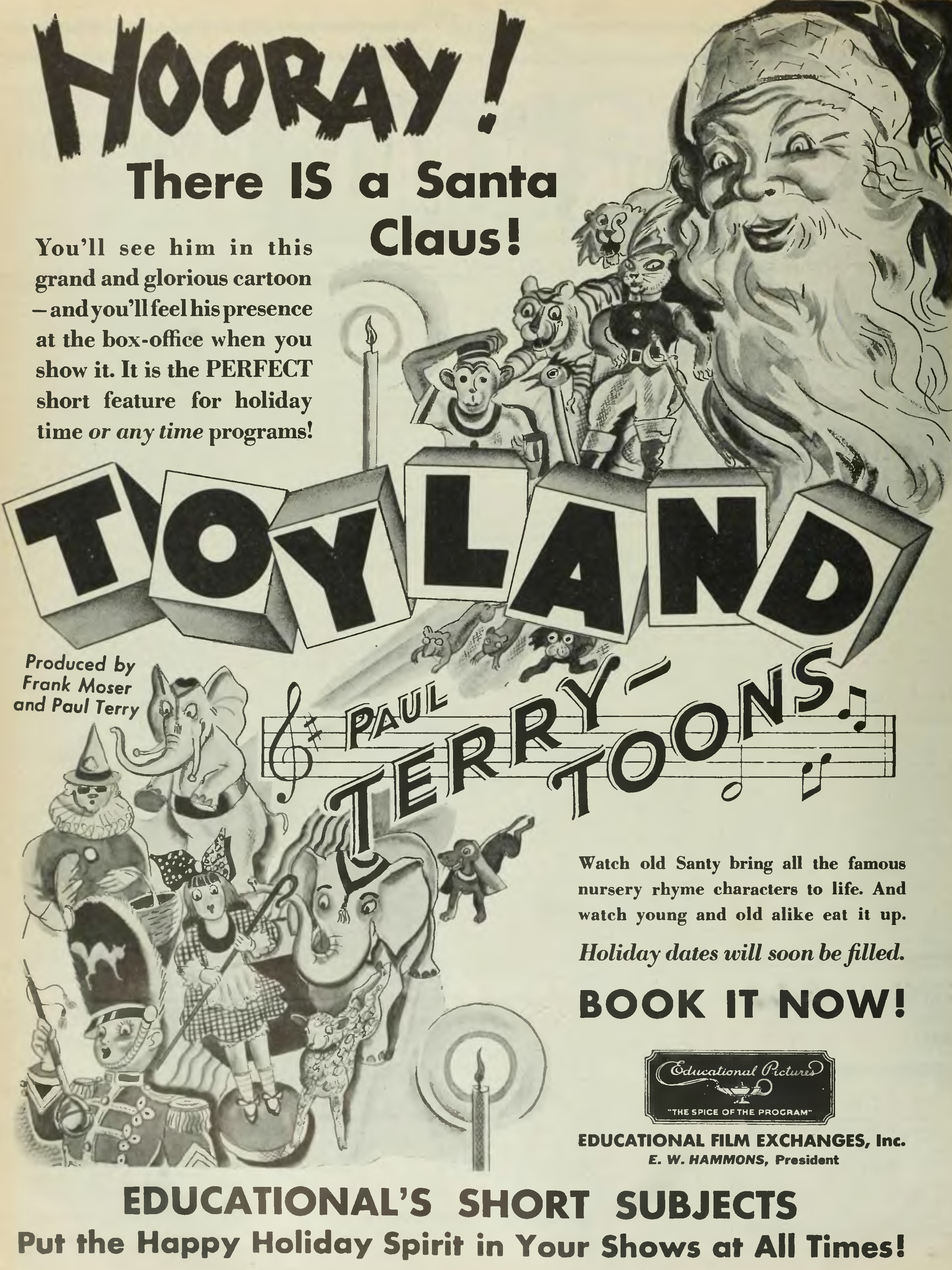

테리툰스(Terrytoons)는 미국의 영화 애니메이션 제작사이다. 영화 작품들은 동화책 내용을 재구성하여 만드는 경우가 많다.